# Hauterives
Hauterives település Franciaországban, Drôme megyében. Lakosainak száma 1895 fő (2022. január 1.). Hauterives Châteauneuf-de-Galaure, Le Grand-Serre, Lens-Lestang, Moras-en-Valloire, Saint-Christophe-et-le-Laris, Saint-Martin-d’Août, Saint-Sorlin-en-Valloire, Tersanne és Lentiol községekkel határos.

## Népesség
A település népességének változása:
| Lakosok száma | 1123 | 1096 | 1202 | 1532 | 1799 | 1904 | 1895 | 1894 | 1876 | 1895 |
|               | 1968 | 1982 | 1990 | 2006 | 2013 | 2015 | 2017 | 2019 | 2020 | 2022 |